# Duliophyle incongrua
Duliophyle incongrua là một loài bướm đêm trong họ Geometridae.